# Barajillas
Barajillas är en ort i Mexiko.   Den ligger i kommunen Cuajinicuilapa och delstaten Guerrero, i den sydöstra delen av landet, 300 km söder om huvudstaden Mexico City. Barajillas ligger 36 meter över havet och antalet invånare är 759.
Terrängen runt Barajillas är platt, och sluttar västerut. Runt Barajillas är det glesbefolkat, med 8 invånare per kvadratkilometer. Närmaste större samhälle är Cuajinicuilapa de Santa Maria, 6,6 km sydost om Barajillas. Omgivningarna runt Barajillas är en mosaik av jordbruksmark och naturlig växtlighet.